# Grand Prix-wegrace van Tsjecho-Slowakije 1966
De Grand Prix-wegrace van Tsjecho-Slowakije 1966 was de zevende race van het wereldkampioenschap wegrace-seizoen 1966. De races werden verreden op 24 juli 1966 op de Masaryk-Ring nabij Brno. Behalve de 50cc-klasse kwamen alle soloklassen aan de start. De wereldtitel in de 250cc-klasse werd hier beslist.

## Algemeen
De GP van Tsjecho-Slowakije was een groot succes voor Honda. Mike Hailwood won drie klassen en Luigi Taveri won de vierde. Ondanks het slechte weer kwamen er 100.000 toeschouwers.

## 500cc-klasse
In Tsjecho-Slowakije pakte Mike Hailwood pas zijn eerste punten in het 500cc-kampioenschap, maar het waren er wel meteen acht. In hevige regen, waarin 12 van de 25 rijders uitvielen, won hij vóór Giacomo Agostini en - op één ronde - Gyula Marsovszky (Matchless).
| Pos | Coureur          | Merk      | Tijd      | Punten |
| --- | ---------------- | --------- | --------- | ------ |
| 1   | Mike Hailwood    | Honda     | 1:16"05'3 | 8      |
| 2   | Giacomo Agostini | MV Agusta | +1"16'6   | 6      |
| 3   | Gyula Marsovszky | Matchless | +1 ronde  | 4      |
| 4   | Jack Findlay     | Matchless | +1 ronde  | 3      |
| 5   | Jack Ahearn      | Norton    | +1 ronde  | 2      |
| 6   | Eric Hinton      | Norton    | +1 ronde  | 1      |
| 7   | John Cooper      | Norton    |           |        |
| 8   | Billie Nelson    | Norton    |           |        |
| 9   | Lewis Young      | Norton    |           |        |
| 10  | John Dodds       | Norton    |           |        |
| 11  | Gustav Havel     | Jawa-ČZ   |           |        |
| 12  | Bosse Granath    | Matchless |           |        |
| 13  | Dan Shorey       | Norton    |           |        |
| 14  | Walter Scheimann | Norton    |           |        |
| 15  | Pentti Lehtelä   | Norton    |           |        |
| 16  | Peter Sheppard   | Norton    |           |        |
| 17  | Roger Beaumont   | Norton    |           |        |

| Coureur           | Merk      | Oorzaak |
| ----------------- | --------- | ------- |
| Eduard Lenz       | Matchless |         |
| Rudi Thalhammer   | Norton    |         |
| Ernst Weiss       | Norton    |         |
| František Šťastný | Jawa-ČZ   |         |
| Tauno Nurmi       | Norton    |         |
| Derek Lee         | Norton    |         |
| Fred Stevens      | Paton     |         |
| Griff Jenkins     | Norton    |         |
| Joe Dunphy        | Norton    |         |
| Stuart Graham     | Matchless |         |
| György Kurucz     | Norton    |         |
| Agne Carlsson     | Matchless |         |

| Coureur         | Merk             | Oorzaak  |
| --------------- | ---------------- | -------- |
| Malcolm Stanton | Norton           |          |
| Chris Conn      | Norton           |          |
| John Blanchard  | Seeley-Matchless |          |
| John Mawby      | Norton           |          |
| Peter Williams  | Matchless        |          |
| Ron Chandler    | Matchless        |          |
| Jim Redman      | Honda            | Blessure |

### Top tien tussenstand 500cc-klasse
| Pos | Coureur           | Merk               | Ptn |
| --- | ----------------- | ------------------ | --- |
| 1   | Giacomo Agostini  | MV Agusta          | 26  |
| 2   | Jim Redman        | Honda              | 16  |
| 3   | Gyula Marsovszky  | Matchless          | 13  |
| 4   | František Šťastný | Jawa-ČZ            | 12  |
| 5   | Stuart Graham     | Matchless          | 11  |
| 6   | Jack Ahearn       | Norton             | 10  |
| 6   | Jack Findlay      | McIntyre-Matchless | 10  |
| 8   | Mike Hailwood     | Honda              | 8   |
| 9   | Ron Chandler      | Matchless          | 4   |
| 10  | John Cooper       | Norton             | 3   |

## 350cc-klasse
In Tsjecho-Slowakije ontspon zich een spannende strijd tussen Mike Hailwood en Giacomo Agostini. Agostini wist enkele ronden voor het einde de leiding korte tijd over te nemen, maar Hailwood kwam toch als eerste over de streep. De derde plaats ging naar Heinz Rosner met een MZ.
| Pos | Coureur           | Merk      | Tijd     | Punten |
| --- | ----------------- | --------- | -------- | ------ |
| 1   | Mike Hailwood     | Honda     | 59"06'6  | 8      |
| 2   | Giacomo Agostini  | MV Agusta | +17'4    | 6      |
| 3   | Heinz Rosner      | MZ        | +4"59'4  | 4      |
| 4   | František Šťastný | Jawa      | +5"02'0  | 3      |
| 5   | Renzo Pasolini    | Aermacchi | +1 ronde | 2      |
| 6   | Alberto Pagani    | Aermacchi |          | 1      |

| Coureur    | Merk  | Oorzaak  |
| ---------- | ----- | -------- |
| Jim Redman | Honda | Blessure |

| Coureur           | Merk       |
| ----------------- | ---------- |
| Jack Ahearn       | Norton     |
| Kel Carruthers    | Norton     |
| František Boček   | ČZ         |
| Gustav Havel      | Jawa       |
| Bill Ivy          | Yamaha     |
| Chris Conn        | Norton     |
| Dave Simmonds     | Norton     |
| Joe Dunphy        | Norton     |
| John Blanchard    | Seeley-AJS |
| Peter Williams    | AJS        |
| Phil Read         | Yamaha     |
| Stuart Graham     | AJS        |
| Tommy Robb        | Bultaco    |
| Gilberto Milani   | Aermacchi  |
| Silvio Grassetti  | Bianchi    |
| Tarquinio Provini | Benelli    |
| Kenzo Muromachi   | Honda      |
| Bruce Beale       | Honda      |
| Kent Andersson    | Husqvarna  |
| Byron Black       | Honda      |

### Top tien tussenstand 350cc-klasse
| Pos | Coureur           | Merk           | Ptn |
| --- | ----------------- | -------------- | --- |
| 1   | Mike Hailwood     | Honda          | 32  |
| 2   | Giacomo Agostini  | MV Agusta      | 26  |
| 3   | Renzo Pasolini    | Aermacchi      | 11  |
| 4   | František Šťastný | Jawa / Jawa-ČZ | 10  |
| 5   | Gustav Havel      | Jawa           | 8   |
| 6   | Tarquinio Provini | Benelli        | 6   |
| 7   | Bruce Beale       | Honda          | 5   |
| 8   | Jim Redman        | Honda          | 4   |
| 8   | Heinz Rosner      | MZ             | 4   |
| 10  | Silvio Grassetti  | Bianchi        | 3   |
| 10  | Gilberto Milani   | Aermacchi      | 3   |
| 10  | Stuart Graham     | AJS            | 3   |
| 10  | Alberto Pagani    | Aermacchi      | 3   |

## 250cc-klasse
Tsjecho-Slowakije werd ondanks het opnieuw slechte weer een feest voor Honda, dat in alle soloklassen zegevierde. Mike Hailwood pakte zijn zevende overwinning in zeven 250cc-races en zijn wereldtitel was daarmee al zeker. Phil Read volgde hem lange tijd, maar finishte een kleine 7 seconden achter Hailwood, terwijl Heinz Rosner met de MZ derde werd.
| Pos | Coureur           | Merk    | Tijd    | Punten |
| --- | ----------------- | ------- | ------- | ------ |
| 1   | Mike Hailwood     | Honda   | 50"40'9 | 8      |
| 2   | Phil Read         | Yamaha  | +6'6    | 6      |
| 3   | Heinz Rosner      | MZ      | +3"00'8 | 4      |
| 4   | Mike Duff         | Yamaha  | +5"37'7 | 3      |
| 5   | Gyula Marsovszky  | Bultaco | +5"55'4 | 2      |
| 6   | František Šťastný | Jawa    |         | 1      |

| Coureur       | Merk  | Oorzaak  |
| ------------- | ----- | -------- |
| Derek Woodman | MZ    | Blessure |
| Jim Redman    | Honda | Blessure |

| Coureur           | Merk             |
| ----------------- | ---------------- |
| Jack Findlay      | Bultaco          |
| Kevin Cass        | Bultaco          |
| Len Atlee         | Cotton           |
| Günter Beer       | Honda            |
| Daniel Lhéraud    | Yamaha           |
| Bill Ivy          | Yamaha           |
| Bill Smith        | Bultaco          |
| Bob Anderson      | Yamaha           |
| Jim Curry         | Honda            |
| Peter Inchley     | Bultaco-Villiers |
| Selwyn Griffiths  | Royal Enfield    |
| Stuart Graham     | Honda            |
| Tommy Robb        | Bultaco          |
| Alberto Pagani    | Aermacchi        |
| Giuseppe Visenzi  | Aermacchi        |
| Renzo Pasolini    | Aermacchi        |
| Akiyasu Motohashi | Yamaha           |
| Hiroshi Hasegawa  | Yamaha           |
| Ginger Molloy     | Bultaco          |
| Bruce Beale       | Honda            |
| Kent Andersson    | Husqvarna        |

### Top tien tussenstand 250cc-klasse
| Pos | Coureur           | Merk      | Ptn |                |
| --- | ----------------- | --------- | --- | -------------- |
| 1   | Mike Hailwood     | Honda     | 56  | wereldkampioen |
| 2   | Phil Read         | Yamaha    | 28  |                |
| 3   | Jim Redman        | Honda     | 20  |                |
| 4   | Derek Woodman     | MZ        | 18  |                |
| 5   | Mike Duff         | Yamaha    | 9   |                |
| 5   | Heinz Rosner      | MZ        | 9   |                |
| 7   | Bill Ivy          | Yamaha    | 5   |                |
| 8   | Renzo Pasolini    | Aermacchi | 4   |                |
| 8   | František Šťastný | Jawa      | 4   |                |
| 10  | Jack Findlay      | Bultaco   | 3   |                |
| 10  | Stuart Graham     | Honda     | 3   |                |

## 125cc-klasse
De 125cc-race in Tsjecho-Slowakije was de enige solorace waarin Mike Hailwood niet startte en die hij dus ook niet won. Toch won Honda alle soloraces want in de 125cc-klasse kwam Luigi Taveri als eerste over de streep. Ralph Bryans werd tweede en Bill Ivy, die tijdens de achtervolging de snelste raceronde had gereden, werd derde.
| Pos | Coureur          | Merk   | Tijd    | Punten |
| --- | ---------------- | ------ | ------- | ------ |
| 1   | Luigi Taveri     | Honda  | 48"06'8 | 8      |
| 2   | Ralph Bryans     | Honda  | +20'9   | 6      |
| 3   | Bill Ivy         | Yamaha | +1"01'5 | 4      |
| 4   | Hugh Anderson    | Suzuki | +1"49'2 | 3      |
| 5   | Frank Perris     | Suzuki | +2"41'6 | 2      |
| 6   | Friedhelm Kohlar | MZ     | +4"47'1 | 1      |

| Coureur   | Merk   | Oorzaak |
| --------- | ------ | ------- |
| Phil Read | Yamaha |         |

| Coureur              | Merk    |
| -------------------- | ------- |
| Mike Duff            | Yamaha  |
| Hartmut Bischoff     | MZ      |
| Hans Georg Anscheidt | Suzuki  |
| Herbert Mann         | MZ      |
| Walter Scheimann     | Honda   |
| José Medrano         | Bultaco |
| Mike Hailwood        | Honda   |
| Peter Williams       | EMC     |
| Tommy Robb           | Yamaha  |
| Francesco Villa      | Montesa |
| Akiyasu Motohashi    | Yamaha  |
| Mitsuo Itoh          | Suzuki  |
| Yasuharu Yuzawa      | Yamaha  |
| Yoshimi Katayama     | Suzuki  |

### Top tien tussenstand 125cc-klasse
| Pos | Coureur              | Merk    | Ptn |
| --- | -------------------- | ------- | --- |
| 1   | Luigi Taveri         | Honda   | 36  |
| 2   | Bill Ivy             | Yamaha  | 24  |
| 3   | Ralph Bryans         | Honda   | 17  |
| 4   | Phil Read            | Yamaha  | 14  |
| 5   | Frank Perris         | Suzuki  | 7   |
| 6   | Yoshimi Katayama     | Suzuki  | 6   |
| 6   | Hugh Anderson        | Suzuki  | 6   |
| 8   | Hans Georg Anscheidt | Suzuki  | 2   |
| 8   | Francesco Villa      | Montesa | 2   |
| 8   | Akiyasu Motohashi    | Yamaha  | 2   |

1928 · 1929 · 1950 · 1951 · 1952 · 1954 · 1955 · 1956 · 1957 · 1958 · 1959 · 1960 · 1961 · 1962 · 1963 · 1964 · 1965 · 1966 · 1967 · 1968 · 1969 · 1970 · 1971 · 1972 · 1973 · 1974 · 1975 · 1976 · 1977 · 1978 · 1979 · 1980 · 1981 · 1982 · 1983 · 1984 · 1985 · 1986 · 1987 · 1988 · 1989 · 1990 · 1991